# ريتشارد سوندرز (صحفي)
ريتشارد سوندرز (بالإنجليزية: Richard Saunders)‏ هو صحفي ومصور أمريكي، ولد في 1922، وتوفي في 1987.